# Los Angeles Football Club
O Los Angeles Football Club, mais conhecido como Los Angeles FC e abreviado como LAFC, é um clube de futebol profissional estadunidense da cidade de Los Angeles, Califórnia. Disputa a Major League Soccer, a principal liga dos Estados Unidos, pela Conferência Oeste. Suas cores são preto e dourado. Mandam seus jogos no BMO Stadium.

## História
Em 20 de fevereiro de 2014, a Major League Soccer anunciou que tinha comprado de volta a franquia do Chivas USA, por não estar tendo um bom público e nem estar trazendo lucros para a Major League Soccer. A ideia era fazer um novo time que pudesse ser lucrativo e competitivo, algo que o Chivas não estava fazendo. Além disso a ideia era fazer um time que fizesse rivalidade com o Los Angeles Galaxy.
No dia 15 de setembro de 2015, foi anunciado que o time se chamaria Los Angeles Football Club, também foram anunciados o escudo e as cores do time. O clube estreou na Major League Soccer em 2018.
Em sua segunda temporada o clube surpreendeu a todos ao chegar nas finais da Conferência Oeste da Major League Soccer de 2019, mas  acabou perdendo para o Seattle Sounders equipe que viria a ser campeão naquele mesmo ano.
Em 2022 o Los Angeles FC venceu sua primeira Major League Soccer sobre o Philadelphia Union. A equipe também chegou em duas finais de Liga dos Campeões da Concacaf, em 2020 quando perdeu para o Tigres UANL do México, e repetiu o feito no ano de 2023 mas também perdeu, desta vez para o León.
Em 31 de janeiro de 2024, Hugo Lloris foi contratado sem custos pelo Los Angeles FC, após deixar o Tottenham Hotspur. Posteriormente, em 18 de julho de 2024, Olivier Giroud também foi contratado sem custos, vindo do Milan.
Em 21 de março de 2025, o Comitê de Apelações da FIFA decidiu que o Club León, que havia vencido a Liga dos Campeões da CONCACAF de 2023, fosse removido da Copa do Mundo de Clubes da FIFA de 2025 devido a conflitos de critérios de propriedade de vários clubes, envolvendo junto a eles o CF Pachuca, vencedores da Copa dos Campeões da CONCACAF de 2024. Ambos os clubes são de propriedade do Grupo Pachuca. Como consequência, a vaga do Club León ficou vazia. O Club León recorreu ao Tribunal de Arbitragem do Esporte, mas não teve sucesso. Em 16 de maio de 2025, a FIFA anunciou um jogo para determinar a última vaga para a Copa do Mundo de Clubes da FIFA de 2025 entre o Los Angeles FC, vice-campeão da Liga dos Campeões da CONCACAF de 2023, e o Club América, equipe mais bem classificada do Ranking por Confederação da Copa do Mundo de Clubes, a ser disputada em 31 de maio de 2025. O LAFC venceu a partida com 1 a 1 no tempo normal e 2 a 1 na prorrogação.
Na fase de grupos da Copa do Mundo de Clubes de 2025, o LAFC integrou o Grupo D. Na primeira rodada, foi derrotado pelo Chelsea por 2 a 0. No segundo jogo, perdeu por 1 a 0 para o Espérance de Tunis. No último confronto da fase, empatou por 1 a 1 com o Flamengo. Com apenas um ponto conquistado, a equipe foi eliminada ainda na fase de grupos.

## Estádio
Em 17 de maio de 2015, o clube anunciou que tinha comprado o Los Angeles Memorial Sports Arena. Em 2016 a arena foi totalmente demolida e em seu lugar daria o estádio do clube, o BMO Stadium. O estádio ficou pronto em 2018, ano de inauguração do clube.

## Cultura do clube

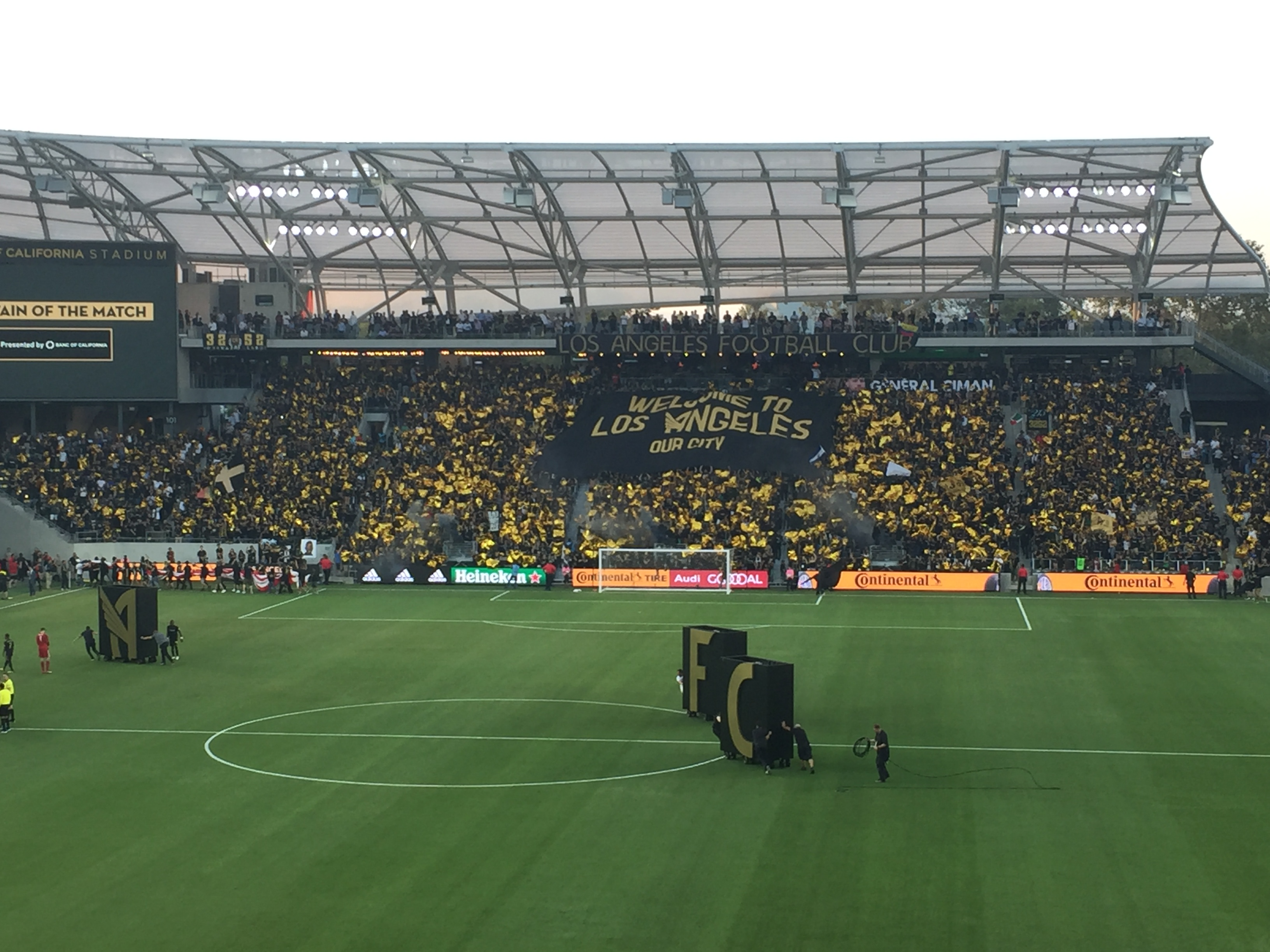
Seção do estádio destinada aos The 3252.

### Torcedores
O clube possui sua própria torcida organizada conhecida como "The 3252". O nome é uma referência ao número de assentos destinados a torcida organizada.

### Rivalidades
Os confrontos do Los Angeles FC contra o Los Angeles Galaxy são denominados como El Tráfico. O clássico é realizado desde 2018 e recebeu esse nome por causa do engarrafamento presente em Los Angeles, considerado um dos piores do mundo.

## Elenco atual
Última atualização: 26 de fevereiro de 2025.

## Títulos
| NACIONAIS      | NACIONAIS          | NACIONAIS | NACIONAIS   |
|                | Competição         | Títulos   | Temporadas  |
| -------------- | ------------------ | --------- | ----------- |
|                | MLS Cup            | 1         | 2022        |
|                | Supporters' Shield | 2         | 2019 e 2022 |
|                | U.S. Open Cup      | 1         | 2024        |
| REGIONAIS      |                    |           |             |
|                | Competição         | Títulos   | Temporadas  |
| Estados Unidos | Conferência Oeste  | 2         | 2022 e 2023 |

## Estatísticas

### Participações
|  | Participações de 2024 |

| Competição     | Competição                    | Temporadas | Melhor campanha            | Estreia | Última | P | R |
|                | Copa dos Campeões da CONCACAF | 2          | Vice-campeão (2020 e 2023) | 2020    | 2023   |   |   |
|                | Copa das Ligas                | 3          | Vice-campeão (2024)        | 2022    | 2024   |   |   |
|                | Campeones Cup                 | 1          | Vice-campeão (2023)        | 2023    | 2023   |   |   |
| Estados Unidos | Major League Soccer           | 7          | Campeão (2022)             | 2018    | 2024   |   |   |
| Estados Unidos | Lamar Hunt U.S. Open Cup      | 5          | Campeão (2024)             | 2018    | 2024   |   |   |